# Prothiocarb
Prothiocarb ist eine chemische Verbindung aus der Gruppe der Thiolourethane. Die Verbindung wurde von Schering als Fungizid zur Saatgutbehandlung eingeführt.

## Gewinnung und Darstellung
Prothiocarb kann aus N,N-Dimethylpropandiamin und S-Ethylchlorthioformiat (Phosgen + Ethylmercaptan) dargestellt werden.

## Zulassung
Prothiocarb war von 1978 bis 1983 in der BRD zugelassen.
In den Staaten der EU und in der Schweiz sind keine Pflanzenschutzmittel mit diesem Wirkstoff zugelassen.